# ماکچین
ماکچین (به اسپانیایی: Macachín) یک منطقهٔ مسکونی در آرژانتین است که در بخش آتروکو واقع شده‌است. ماکچین ۷۵۰ کیلومتر مربع مساحت و ۴٬۵۵۴ نفر جمعیت دارد و ۱۳۰ متر بالاتر از سطح دریا واقع شده‌است.